# Heinz Müller-Dietz (Jurist)
Heinz Müller-Dietz (* 2. November 1931 in Bretten; † 4. Oktober 2022) war ein deutscher Rechtswissenschaftler und Schriftsteller.

## Leben
Heinz Müller-Dietz studierte an der Albert-Ludwigs-Universität Freiburg Rechtswissenschaften. Ebenda promovierte er (bei Thomas Würtenberger) und habilitierte sich im Jahr 1966 über die Geschichte, Philosophie und Politik im Strafrechtsdenken Karl Theodor Welckers. 1969 nahm er einen Ruf an die Universität des Saarlandes an und wurde Professor für Strafrecht, Strafprozessrecht, Strafvollzug und Kriminologie; er übernahm den Lehrstuhl von Arthur Kaufmann. Von 1980 bis 1981 war Müller-Dietz Dekan der Rechts- und Wirtschaftswissenschaftliche Fakultät. 1997 wurde er entpflichtet.
Sein besonderes wissenschaftliches und menschliches Interesse galt dem Strafvollzug. Ende der 60er-Jahre war er stellvertretender Anstaltsleiter der JVA Freiburg. Seit 1971 (bis Ende 2006) war er Schriftleiter der Zeitschrift für Strafvollzug und Straffälligenhilfe (heute: Forum Strafvollzug). Der gemeinsam mit Rolf-Peter Calliess verfasste Kommentar zum Strafvollzugsgesetz hat das Gesetz von seinen Anfängen bis heute begleitet. Bis 2005 gehörte er der Jury des Ingeborg-Drewitz-Literaturpreises für Gefangene an.
Heinz Müller-Dietz gehörte der Strafvollzugskommission des Bundesjustizministeriums sowie dem Fachbeirat und dem Kuratorium des Max-Planck-Instituts für ausländisches und internationales Strafrecht an. Die Keiō-Universität verlieh ihm den Ehrendoktortitel, von der Deutschen Kriminologischen Gesellschaft wurde er mit der Beccaria-Medaille in Gold ausgezeichnet, außerdem ist er Ehrenmitglied der Japanischen Gesellschaft für Strafrecht.
Neben zahlreichen Schriften zum Strafrecht hat Müller-Dietz seit 1974 auch Aphorismen, Glossen, Kurzgeschichten und Gedichte verfasst. Hinzu kommen Essays zur Beziehung zwischen Literatur und Recht, zuletzt ein Beitrag zur „Schülergewalt in literarischer Perspektive“.

## Schriften (Auswahl)
- Das Leben des Rechtslehrers und Politikers Karl Theodor Welcker (= Beiträge zur Freiburger Wissenschafts- und Universitätsgeschichte, Bd. 34). Albert, Freiburg 1968.
- Alles was recht ist. C.F. Müller Juristischer Verlag GmbH, Heidelberg 1983, ISBN 3-8114-4982-6.
- Grenzüberschreitungen. Beiträge zur Beziehung zwischen Literatur und Recht. Nomos-Verlags-Gesellschaft, Baden-Baden 1990, ISBN 3-7890-2097-4.